# Chiesa di Santa Brigida (Amblar-Don)
La chiesa di Santa Brigida è la parrocchiale di Don, frazione di Amblar-Don in Trentino. Fa parte della zona pastorale delle Valli del Noce e risale al XIX secolo.

## Storia

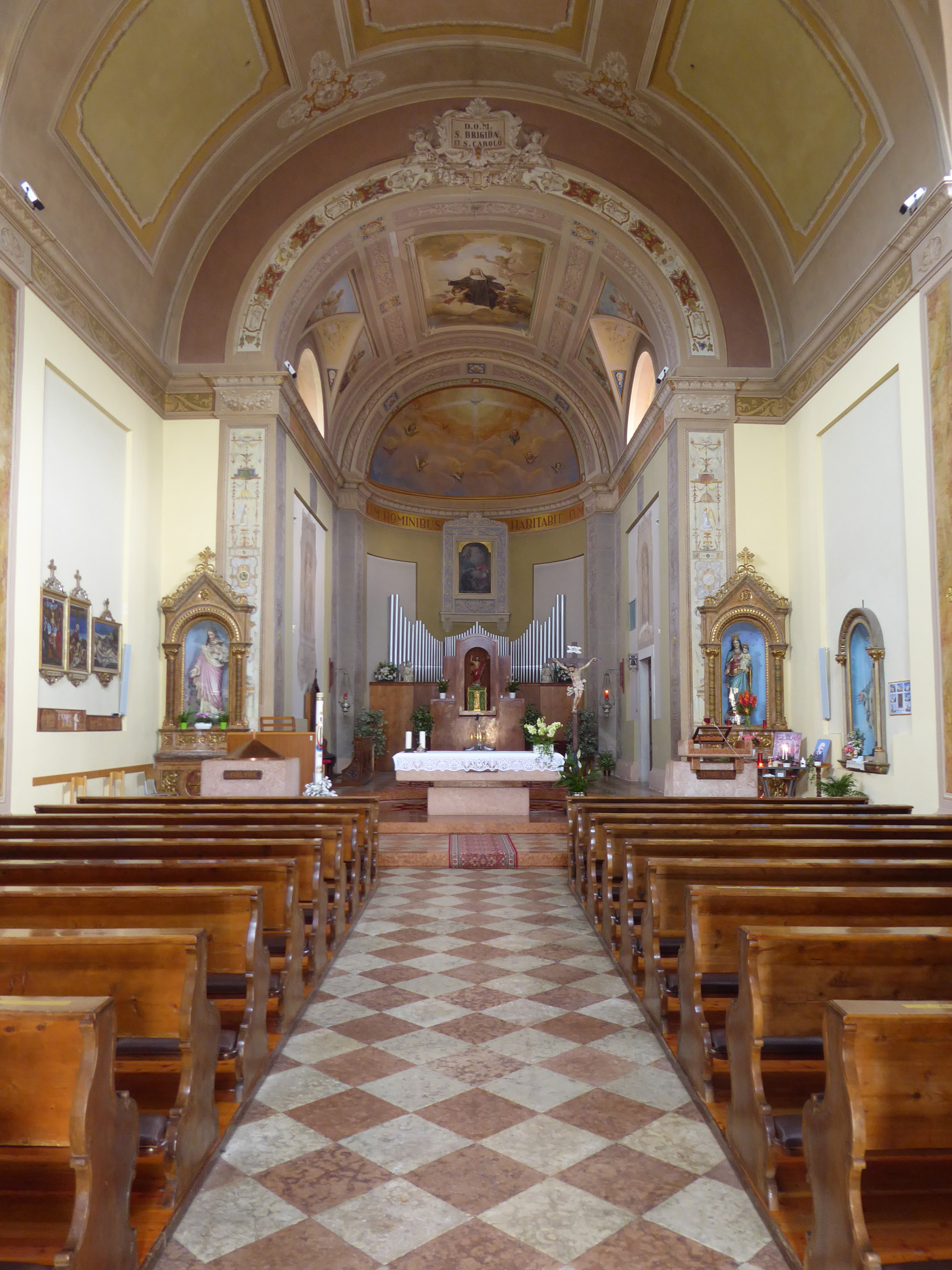
Interno.

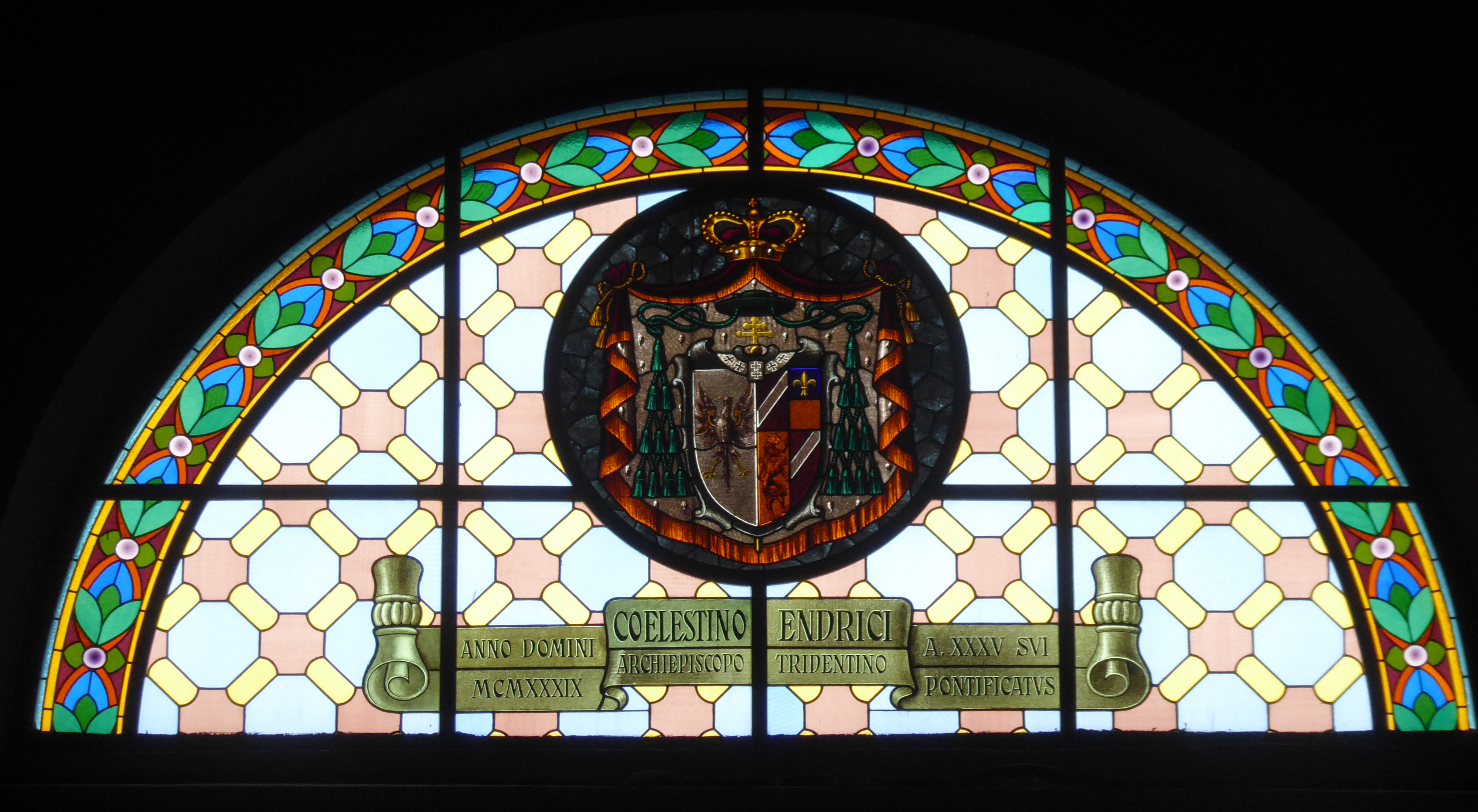
Finestra a lunetta con stemma vescovile di Celestino Endrici.

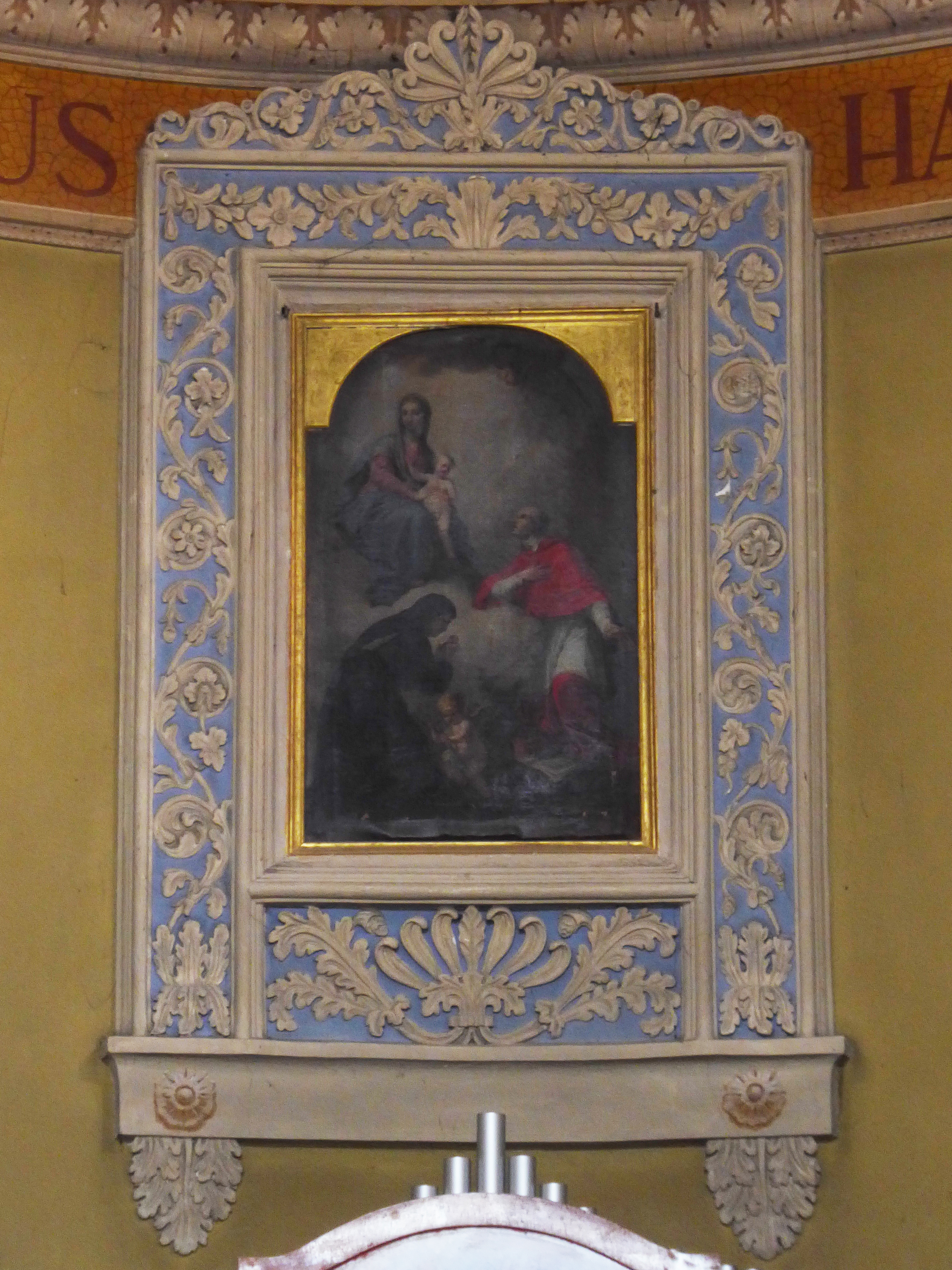
Pala d'altare nell'abside che raffigura la Madonna con Bambino, Santa Brigida e San Carlo Borromeo

La recente chiesa parrocchiale fu costruita nella seconda metà del XIX secolo in sostituzione della precedente, elevata ad espositura nel 1793 e con la stessa dedicazione, ormai non più adeguata alle necessità dei fedeli e divenuta poi cappella cimiteriale dopo una parziale demolizione. Il progetto fu affidato al geometra Giovanni Brugnara di Cles. Il cantiere rimase aperto tre anni e i lavori vennero ultimati nel 1873. In quell'anno il luogo di culto venne benedetto ma la solenne consacrazione a santa Brigida venne celebrata solo tre anni dopo, nel 1876.
Le decorazioni nel presbiterio furono realizzate nel 1910 da Ubaldo Tasselli. La chiesa venne elevata a dignità parrocchiale nel 1922. Nel 1939 la ditta trentina Parisi installò nuove vetrate policrome. L'adeguamento liturgico post conciliare fu realizzato negli anni settanta e gli ultimi interventi conservativi alla struttura furono effettuati nel primo decennio del XXI secolo col rinnovo della copertura del tetto, la sostituzione dei serramenti, la revisione degli impianti e opere di tinteggiatura.

## Descrizione
La navata interna è unica suddivisa in tre campate. La volta è a botte. Sull'altare laterale di destra si conserva la statua in legno policromo raffigurante la Madonna del Carmelo, opera ottocentesca di Carlo Pancheri. Sull'altare laterale a sinistra raffigurazione in gesso del Sacro Cuore di Gesù. Nella sala sono presenti quattordici stazioni della Via Crucis opera della bottega di Mattia Lampi. La pala d'altare nell'abside raffigura la Madonna con Bambino, Santa Brigida e San Carlo Borromeo mentre la volta presbiteriale è decorata dall'affresco che raffigura la Gloria di Santa Brigida, opera di Ubaldo Tasselli. Nella controfacciata si conservano due lapidi commemorative che ricordano l'arcivescovo Celestino Endrici e il vicario generale Felice Endrici.